# Bộ Chim nhiệt đới
Bộ Chim nhiệt đới (danh pháp khoa học: Phaethontiformes) là một bộ chim. Bộ này chứa một họ còn tồn tại, Họ Chim nhiệt đới (Phaethontidae), và họ Prophaethontidae đã tuyệt chủng từ đầu Kainozoi. Một số chi hóa thạch đã được mô tả.
Ban đầu, các loài thuộc bộ này được xếp trong bộ Bồ nông (Pelecaniformes), bao gồm bồ nông, cốc, chim cổ rắn, ó biển và chim điên, và cốc biển. Trong hệ thống phân loại Sibley-Ahlquist, Pelecaniformes được hợp nhất với các nhóm khác thành bộ lớn "Ciconiiformes". Gần đây hơn, nhóm này được phát hiện là cận ngành (không có họ hàng gần hơn với các nhóm có quan hệ xa) và bị phân tách.
Cuộc phân tích cấu trúc vỏ trứng bằng kính hiển vi của Konstantin Mikhailov vào năm 1995 đã phát hiện ra rằng vỏ trứng của các loài chim nhiệt đới không có lớp vật chất vi cầu dày bao phủ của các loài Pelecaniformes khác.
Một số nghiên cứu ban đầu trong thập kỷ qua cho rằng Phaethontiformes có quan hệ họ hàng xa với bộ Hải âu (Procellariiformes). Nhưng từ năm 2004, bộ này đã được xếp vào Metaves hoặc một nhóm không có quan hệ họ hàng với Procellariiformes, theo kết quả của hầu hết các nghiên cứu phân tử gần đây.
Bài báo năm 2014 của Jarvis và đồng nghiệp: "Các phân tích toàn diện bộ gen giải quyết các nhánh ban đầu trong cây sự sống của các loài chim hiện đại" xếp bộ Phaethontiformes gần nhất với bộ Eurypygiformes, và hai bộ này tạo thành nhóm chị em của nhánh Aequornithes, và giả thuyết Metaves bị bác bỏ.